# Lasse (Maine-et-Loire)
Lasse ist eine Ortschaft und eine Commune déléguée in der französischen Gemeinde Noyant-Villages mit 266 Einwohnern (Stand 1. Januar 2022) im Département Maine-et-Loire in der Region Pays de la Loire. Die Einwohner werden Lassois genannt.
Lasse wurde am 15. Dezember 2016 mit 13 weiteren Gemeinden, namentlich Auverse, Breil, Broc, Chalonnes-sous-le-Lude, Chavaignes, Chigné, Dénezé-sous-le-Lude, Genneteil, Linières-Bouton, Meigné-le-Vicomte, Méon, Noyant und Parçay-les-Pins zur neuen Gemeinde Noyant-Villages zusammengeschlossen.

## Geografie
Lasse liegt etwa 35 Kilometer ostnordöstlich von Angers in der Landschaft Baugeois am Couasnon.

## Bevölkerungsentwicklung
| Jahr                       | 1962 | 1968 | 1975 | 1982 | 1990 | 1999 | 2006 | 2013 |
| Einwohner                  | 430  | 371  | 328  | 257  | 226  | 247  | 251  | 289  |
| Quellen: Cassini und INSEE |      |      |      |      |      |      |      |      |

## Sehenswürdigkeiten
- Kirche Saint-Méen aus dem 11./12. Jahrhundert mit späteren Umbauten, seit 1973 Monument historique
- Pfarrhaus aus dem 18. Jahrhundert, seit 1973 Monument historique
- Schloss Le Bouchet aus dem 16. Jahrhundert, Monument historique seit 1991/1993
- Herrenhaus La Cour de Lasse aus dem 15. Jahrhundert
- Herrenhaus Parcé aus dem 15./16. Jahrhundert
- Herrenhaus La Souche aus dem 15. Jahrhundert
- Herrenhaus Les Mortiers aus dem 16./17. Jahrhundert

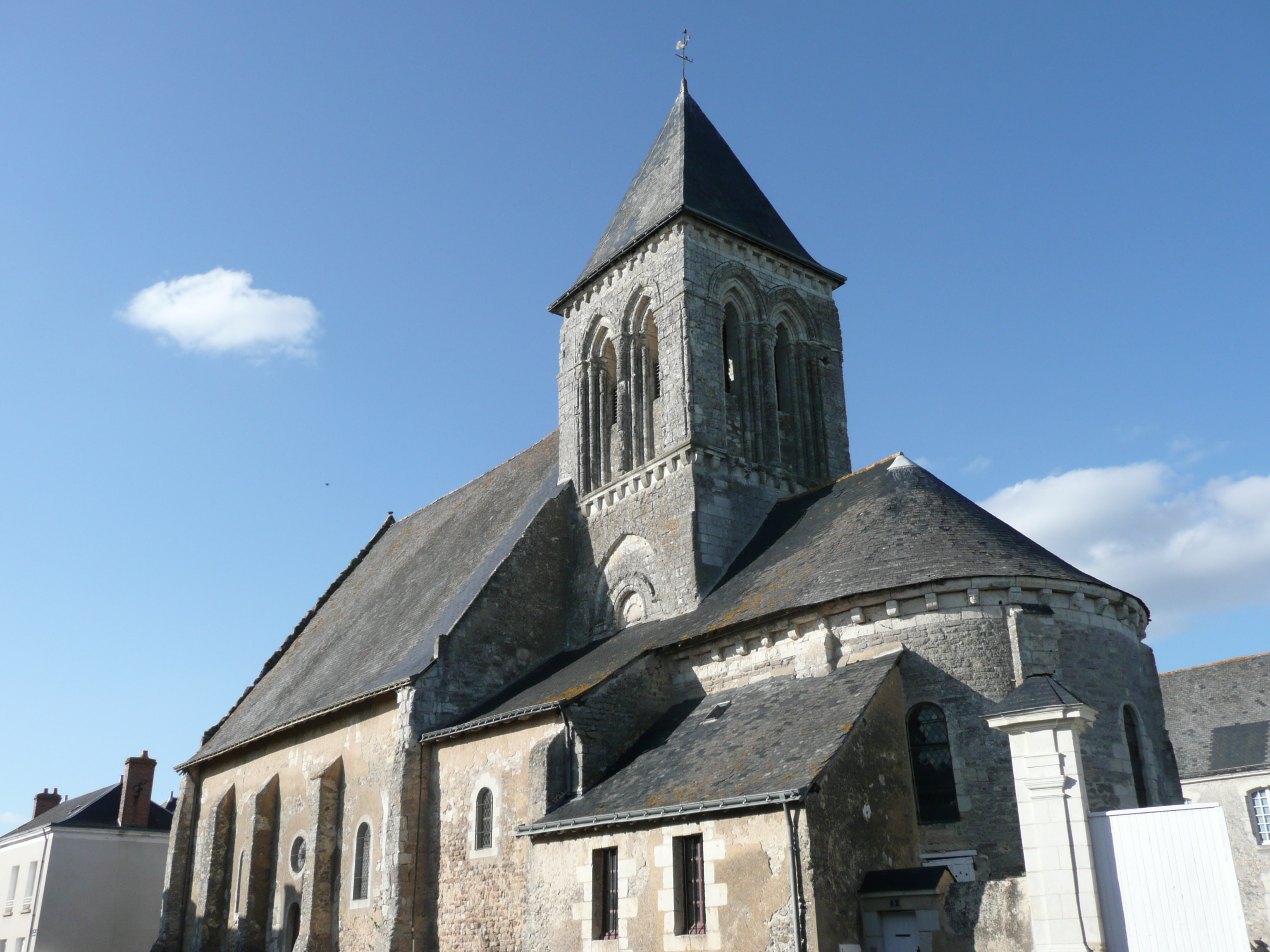
Kirche Saint-Méen
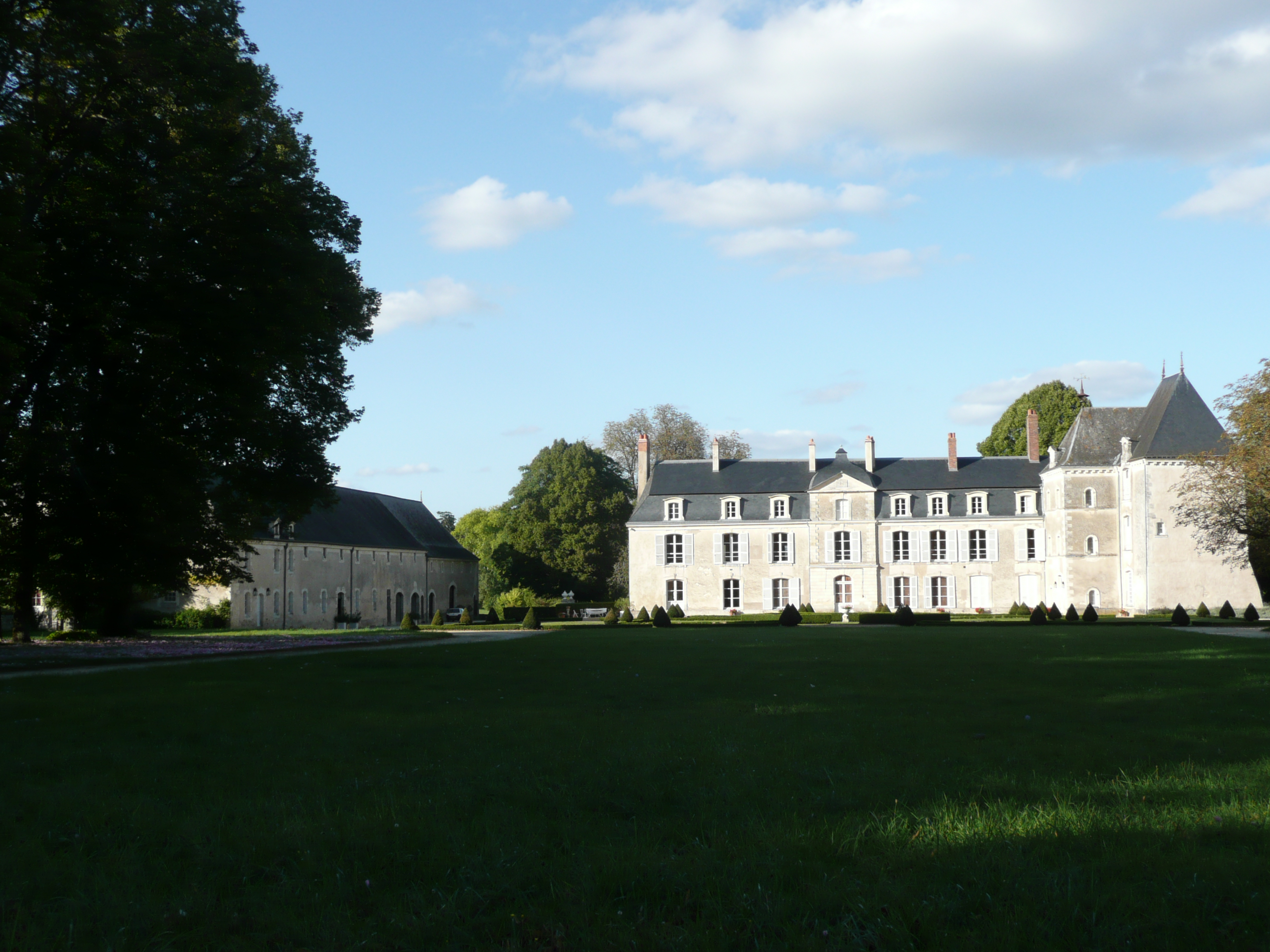
Schloss Le Bouchet